# Baksei Chamkrong
Baksei Chamkrong (kmerski za "Ptica koja štiti pod svoje krilo") je maleni kmerski piramidalni terasasti hram u Angkoru, Kambodža. Izgradio ga je kralj Harshavarman I. (v. 944. – 968.) za svog oca Yasovarmana kao hinduistički hram posvećen Šivi, a nalazi se s lijeve strane južnog ulaza u grad Angkor Thom.
Ime mu potječe od legenda da je jedan kralj Kmerskog carstva morao bježati kada je Angkor bio pod opsadom, na što je s neba sletjela jedna ptica i skrila ga pod svoje krilo.
Ovaj hram je bio prvi koji je izgrađen od trajnih materijala, kao što su opeka i kamen laterit s ukrasima od vapnenca. Ipak je većina štuko ukrasa s fasade hrama propala, no greda od vapnenca iznad ulaza u središnji toranj ima raskošno isklesan prizor Indre koji jaše troglavog slona Airavatu. Njih s obje strane povezuje raskošni vijenac, a s obje strane malenog ulaza nalaze se natpisi.
Od 1992. godine, Baksei Chamkrong je, kao dio Angkora, na popisu svjetske baštine UNESCO-a.
- Tlocrt hrama
- Hram sa zapada
- Pijadestal ispred hrama
- Središnji toranj
- Ulaz u toranj

## Vanjske poveznice
- The Bayon Symposium (Unesco): 1996. - 2001. (engl.)
- Fotografije Bayona